# Cape Peremennyy
Das Cape Peremennyy (russisch Мыс Переменный Mys Peremenny, deutsch ‚Variables Kap‘) ist ein vereistes Kap an der Knox-Küste des ostantarktischen Wilkeslands. Es liegt 72 km westnordwestlich von Merritt Island.
Der US-amerikanische Kartograph Gardner Dean Blodgett kartierte es 1955 anhand von Luftaufnahmen der Operation Highjump (1946–1947). Die Benennung nahmen 1956 sowjetische Wissenschaftler vor und spielten damit auf die Veränderlichkeit dieser Küstenlinie an. Das Antarctic Names Committee of Australia übertrug diese Benennung noch im selben Jahr ins Englische.